# Intel 8088

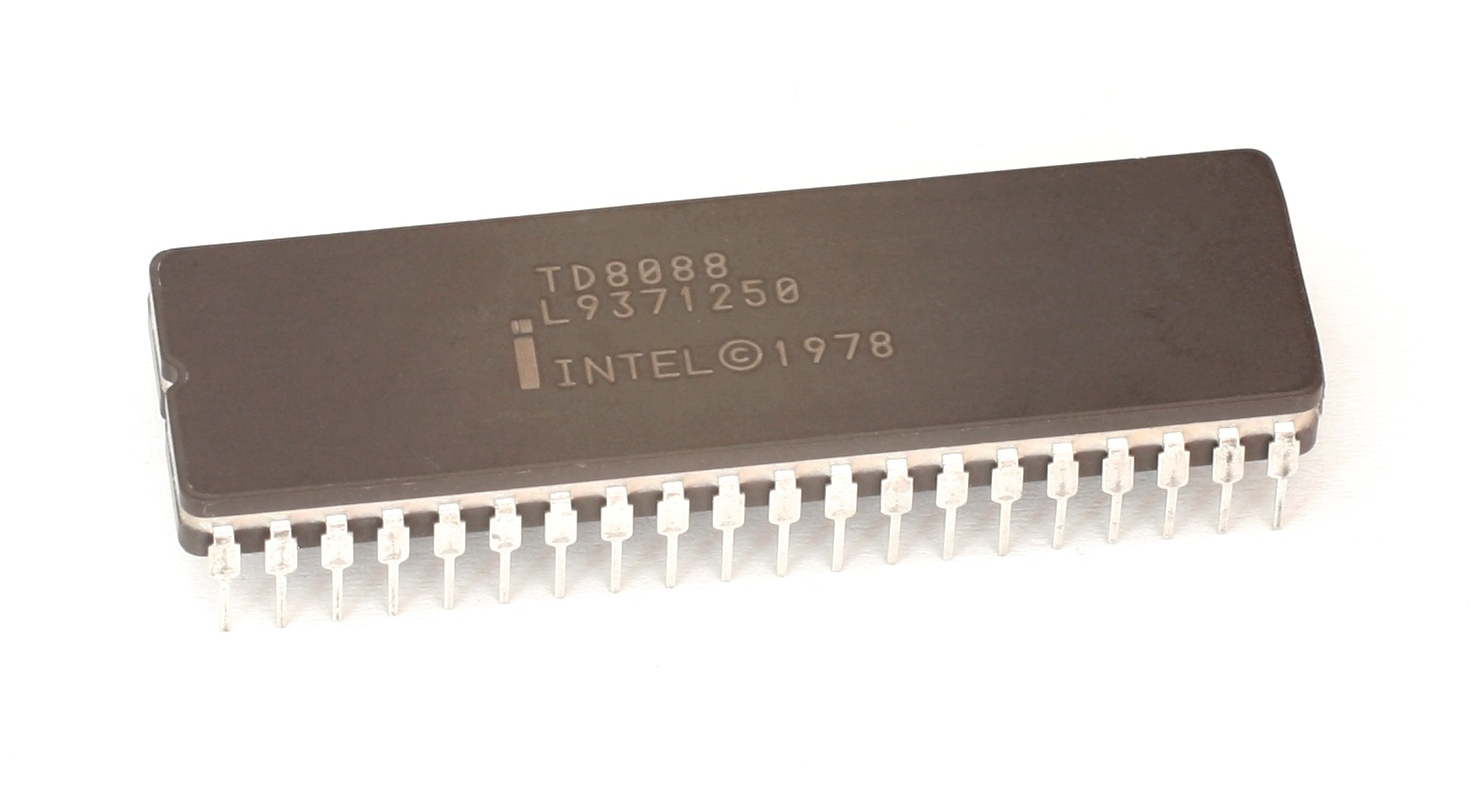
Intel 8088

Az Intel 8088 mikroprocesszor a 8086 variánsa, melyet az Intel 1979. július 1-jén mutatott be. A 8086-ossal ellentétben 8 bites külső adatbusszal rendelkezik (a 8086-os 16 bites külső adatbusszal), habár a 16 bites regiszterek, illetve az egy megabájt memória megcímzés nem változott. Az eredeti IBM PC processzora lett a 8088.

## Története, leírása

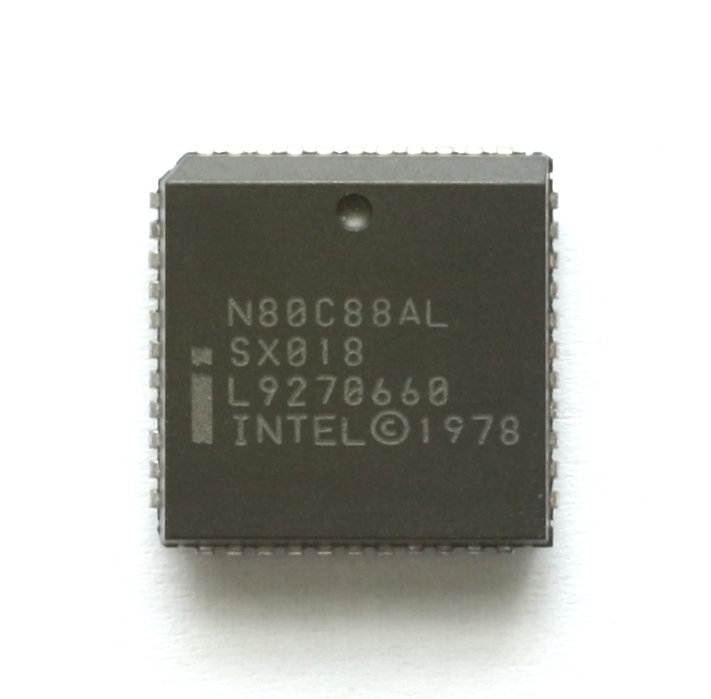
Intel 80C88

Az processzort gazdaságos rendszerekbe tervezték azzal, hogy engedélyezték a 8 bites adatáramlást és a perifériális chipeket. A komplex áramkörök még mindig nehézkesen és drágán működtek, mikor megjelent. A keskenyebb buszt kezelő algoritmust is átalakították. A 8086-oson végzett változtatások voltak az elsők, melyek az Intel új kutatólaboratóriumához, amely az izraeli Haifában található, kapcsolódtak.
Az Intel 8088 változatai később jóval meghaladták a kezdeti 4,77 MHz-es órajelet. A 8088-2 az Intel által kifejlesztett HMOS technológiával készült, és 8 MHz-es órajelen dolgozott. A későbbi 80C88 CHMOS technológiával készült.
Számos más gyártótól származó processzor is készült, melyek többé kevésbé azonosak voltak a 8088-cal. Például a NEC V20, melynek tokozása megegyezett, és azonos órajelen valamivel gyorsabb volt, mint a 8088 (ez úgy lehetséges, hogy a végrehajtandó utasításokat kevesebb órajelütem alatt képes végrehajtani). Később ezek a processzorok 16 MHz-es sebességet is elértek.

### Teljesítmény
Az órajeltől, a memória késleltetéstől, illetve a futtatott programtól függően a teljesítménye 0,33 – 1 millió utasítás per másodperc közötti lehet. A mov reg,reg és ALU reg,reg utasítások 2-3 órajel ütemet igényelnek. Ez körülbelül 1/3 – 1/2 millió utasítás per másodperc MHz-enként, ami 10 MHz-nél 3–5 MIPS (millió utasítás per másodperc).

### IBM PC
Az IBM PC volt a legbefolyásosabb projekt, mely a 8088-at használni kívánta. 4,77 MHz-es órajelen működött benne a processzor. Néhány mérnök az IBM 801-et, mások a Motorola új, sokkal fejlettebb 68000-es mikroprocesszorát szerette volna használni, azonban sokak szerint inkább egy egyszerűbb, és kisebb processzort lenne jó használni, mint amilyen a régebbi PC-kben bevált, és az IBM által régebben is használt Intel chipeket, és a 8086-os gyártásához engedélyt is szereztek. Befolyásoló tényező volt még az is, hogy a 8085-höz tervezett gépekkel kommunikálni tudott a 8088 a 8 bites adatbusza miatt, azaz már léteztek felhasználható alkatrésztervek, és sok mérnök jól ismerte, így hosszú távon csökkentette a költségeket.
Az Intel 8088 leszármazottai: 80188, 80186, 80286, 80386, és későbbi szoftverkompatibilis processzorok, melyek ma is forgalomban vannak.

## Fordítás
- Ez a szócikk részben vagy egészben  az   Intel 8088 című angol Wikipédia-szócikk fordításán alapul.  Az eredeti cikk szerkesztőit annak laptörténete sorolja fel. Ez a jelzés csupán a megfogalmazás eredetét és a szerzői jogokat jelzi, nem szolgál a cikkben szereplő információk forrásmegjelöléseként.